# Große Langkrallenmäuse
Die Großen Langkrallenmäuse (Chelemys) sind eine in Südamerika lebende Nagetiergattung aus der Gruppe der Neuweltmäuse. Sie umfasst drei Arten.
Große Langkrallenmäuse sind an eine grabende Lebensweise angepasste Neuweltmäuse. Sie erreichen eine Kopf-Rumpf-Länge von 11 bis 15 Zentimeter, der Schwanz ist mit rund 5 Zentimetern relativ kurz. Das Gewicht beträgt 50 bis 100 Gramm. Das Fell ist kurz, sehr dicht und einheitlich grau gefärbt. Die Krallen der Vorderpfoten sind lang und kräftig, die Krallen der Hinterpfoten sind etwas kürzer. Die Ohren sind klein, aber sichtbar.
Diese Tiere leben im südlichen Südamerika im mittleren und südlichen Chile und Argentinien. Sie bewohnen vorwiegend Wälder, etwa mit Scheinbuchen bestanden. Sie leben teilweise grabend, sind aber auch an der Oberfläche zu finden. Sie begeben sich sowohl am Tag als auch in der Nacht auf Nahrungssuche. Ihre Nahrung besteht aus Insekten, grünen Pflanzenteilen, Pilzen und Knollen.
Es werden drei Arten unterschieden:
- Chelemys delfini bewohnt die Region Magallanes im äußersten Süden Chiles. Ihr taxonomischer Status ist umstritten.
- Chelemys macronyx lebt in den Südanden an der chilenisch-argentinischen Grenze vom 34. südlichen Breitengrad bis zur Magellanstraße.
- Chelemys megalonyx ist an der Küstenregion des mittleren Chile beheimatet.

Keine der Arten ist laut IUCN gefährdet.